# Motala församling
Motala församling är en församling i Linköpings stift och Vätterbygdens kontrakt inom Svenska kyrkan. Församlingen utgör ett eget pastorat, Motala pastorat, och ligger i Motala kommun i Östergötlands län. 

## Administrativ historik
Församlingen har medeltida ursprung. 
Församlingen var till 1962 omväxlande annexförsamling i Vinnerstads pastorat (1579–1585, 1699– 1 maj 1876) och utgjorde ett eget pastorat (–1578, 1585–1699, 1 maj 1876–1962). Från 1962 till 1967 var den moderförsamling i pastoratet Motala och Vinnerstad. I församlingen uppgick Vinnerstads församling 1967 varefter Motala församling utgör ett eget pastorat. Församlingen tillhörde fram till 1725 Aska och Dals kontrakt, mellan 1725 och 1962 Aska kontrakt, mellan 1962 och 1975 återigen Aska och Dals kontrakt, mellan 1975 och november 2004 Motala kontrakt. Sedan första december 2004 och till 2017 tillhörde församlingen Motala och Bergslags kontrakt.

## Kyrkoherdar
Lista över kyrkoherdar i Motala församling.
| Verksam   | Namn                     | Levnadstid | Övrigt                       |
| --------- | ------------------------ | ---------- | ---------------------------- |
| 1585-1602 | Olavus Petri             | -1602      |                              |
| 1603-1624 | Andreas Nicolai          | -1624      |                              |
| 1626-1665 | Joannes Ingemari Sundius | -1665      |                              |
| 1667-1675 | Israel Salander          | -1675      |                              |
| 1676-1699 | Daniel Rydelius          | 1642-1709  |                              |
| 1876-1883 | Wilhelm Erik Aspegrén    | 1827-1892  | Avsatt 1883.                 |
| 1884-1923 | Axel Svensson            | 1840-1923  | Kontraktsprost.              |
| 1923-1958 | Carl Hoppe               | 1887-1967  | Kontraktsprost, riksdagsman. |
| 1959-     | Sten Almerstam           | 1909-2009  |                              |
| 1974-1981 | Sven M Hultkvist         | 1916-2000  |                              |
| 1981-2007 | Bertil Håkansson         | 1940-      | [ 5 ]                        |
| 2007-2014 | Anders Wallberg          | 1949-2014  | Kontraktsprost.              |
| 2014-2017 | Mikael Billemar          | 1963-      |                              |
| 2018-     | Lars-Eric Norrsäter      | 1968-      |                              |

### Komministrar
| Verksam   | Namn                        | Levnadstid | Övrigt                                       |
| --------- | --------------------------- | ---------- | -------------------------------------------- |
| 1576-1585 | Olavus Petri                | -1602      | Senare kyrkoherde här.                       |
| 1643-1667 | Israel Salander             | -1675      | Senare kyrkoherde här.                       |
| 1672-1704 | Johannes Motzenius          | 1642-1704  |                                              |
| 1704–1714 | Mathias Hemmingi Schorelius | 1688–1746  | Senare kyrkoherde i Västra Hargs församling. |
| 1715-1730 | Israel Rydelius             | 1679-1748  | Avsatt 1730                                  |
| 1731-1737 | Eric Höök                   | 1693-1737  |                                              |
| 1738-1749 | Jöns Adelin                 | 1700-1749  |                                              |
| 1750–1763 | Lars Trozelius              | 1714–1800  | Senare kyrkoherde i Östra Hargs församling.  |
| 1764-1775 | Johan Spaak                 | 1704-1775  |                                              |
| 1778-     | Paul Ahlborg                |            | Senare kyrkoherde i Locknevi församling.     |
| 1793      | Per Olof Hertzman           |            | Senare kyrkoherde i Hägerstads församling.   |
| 1810-1827 | Claes Erlandz (Råström)     | 1772-1827  |                                              |
| 1828-1831 | Anders Peter Bergstedt      | 1791-1831  |                                              |
| 1832–1838 | Carl Johan Tolff            | 1789–1868  | Senare kyrkoherde i Västra Ny församling.    |
| 1838-1842 | Johan Henrik Westerstrand   | 1792-1842  |                                              |
| 1843-1872 | Christian August von Mellen | 1792-1872  |                                              |
| 1875-1897 | Johan Erik Ohlséen          | 1838-1897  |                                              |
| 1898-     | Anders Oskar Söderström     | 1845-1919  |                                              |

### Lärare vid Motala verkstads växelundervisningsskola
| Verksam   | Namn          | Levnadstid | Övrigt  |
| --------- | ------------- | ---------- | ------- |
| 1830-1834 | Anders Petrén | 1794-1834  | Lärare. |

### Brukspredikant och skollärare vid Motala verkstad
| Verksam   | Namn                 | Levnadstid | Övrigt                                    |
| --------- | -------------------- | ---------- | ----------------------------------------- |
| 1841-1870 | Anders Olof Hertzman | 1804-1891  | Senare kyrkoherde i Västra Ny församling. |

## Organister och klockare
| Ämbetstid | Namn                      | Levnadstid | Övrigt                |
| --------- | ------------------------- | ---------- | --------------------- |
|           | Sven Börjesson            | -1688      | Klockare              |
| 1684-1699 | Per Abelsson              |            | Klockare              |
| 1700-1731 | Isak Michaelsson Granberg |            | Organist och klockare |
| 1730      | Lars                      |            | Klockare              |
| 1731-1747 | Peter Brandberg           | -1770      | Organist och klockare |
| 1748-1752 | Anders Peter Lundbom      |            | Organist och klockare |
| 1752-1787 | Carl Sunnerberg           | -1787      | Organist och klockare |
| 1789-1816 | Carl Gustaf Lindgren      | 1762-1816  | Organist och klockare |
| 1817-1839 | Johan Fredrik Bergman     | 1789-1839  | Organist och klockare |
| 1839-1874 | Gustaf Renholm            | 1808-1874  | Organist och klockare |
| 1877-1908 | Anders Wilhelm Redin      | 1848-1908  | Organist och klockare |
| 1910-1922 | Gustaf Bengtsson          | 1886-1965  | Organist och klockare |
| 1924-1951 | Nils Kjellberg            | 1886-1964  | Organist och klockare |
| 1952–1964 | Martin Natanael Larsson   | 1909–      | Organist.             |

## Kyrkor
- Charlottenborgskyrkan
- Vinnerstads kyrka
- Lillkyrkan
- Motala kyrka
- Råssnäskyrkan
- Sjukhuskyrkan